# Pristimantis paisa
Pristimantis paisa es una especie de anfibio anuro de la familia Craugastoridae.
Es endémica del departamento de Antioquia (Colombia), en altitudes entre 1800 y 3100 m.
Habita en el bosque montano húmedo. Es nocturna.
Está amenazada por la pérdida de su hábitat natural en algunas zonas.